# Flappy Bird (2024)
Flappy Bird es un videojuego arcade de 2024 en desarrollo por The Flappy Bird Foundation, como un reboot del juego original, fue anunciado el 12 de septiembre de 2024.

## Gameplay
Bastante similar al original, controlas al pájaro dando clic, este hará un pequeño salto, deberás esquivar las tuberías y los demás obstáculos.
Según The Flappy Bird Foundation piensan en hacer un modo battle royale donde compitas con demás jugadores, un pase de batalla, varias skins para el pájaro, una gran variedad de mundos y más.
Adicionalmente, el juego presentará tokens no-fungibles (NFTs), una criptomoneda llamada Flap Coin y será de código abierto.

## Recepción
Bastantes personas han criticado a Flappy Bird por supuestamente ser un intento de estafa, ya que este presentaría criptomonedas, también añadieron que Dong Nguyen, su creador original no recibiría ninguna ganancia y que este no apoya a las criptomonedas[cita requerida].